# Tomás Maffei
Pas d'image ? Cliquez ici
Tomás Maffei est un pilote argentin de rallye-raid, de motocross et de quad.

## Palmarès

### Résultats au Rallye Dakar
- 2011 : 7e en catégorie Quad (2 victoires d'étapes)
- 2012 : 3e en catégorie Quad (4 victoires d'étapes)
- 2013 : 11e en catégorie Quad